# 仮説コレクターZ
『仮説コレクターZ』（かせつコレクターゼット）は、2015年4月2日から同年9月25日までNHK BSプレミアムで放送されていた教養バラエティ番組である。テレビマンユニオンが制作に参加した。

## 概要
「騒音の中では、料理のうま味が増す」（7月16日放送分）や「右に曲がりながら歩くと、足し算が早くなる」（9月3日放送分）といった、巷の定説になり得ていない様々なジャンルの様々な仮説を大真面目に検証していた番組。2014年10月2日（木曜） 21:00 - 21:59 （日本標準時）に一度パイロット版を放送した後（後日に再放送あり）、2015年4月にレギュラー放送を開始した。
基本的には毎週木曜 21:00 - 21:59 に放送されていたが、最終回のみ金曜 12:00 - 12:59 に放送された。

## 出演者
- 劇団ひとり
- 中村アン
- 他に文化人や大学教授などをゲストパネラーに、お笑い芸人をゲストリポーターに招いていた。

## スタッフ
- ナレーター：平野文
- 企画：田中直人
- プロデューサー：菅原康洋
- アシスタントプロデューサー：嶺村友江
- 総合演出：佐藤宗明
- ディレクター：大島明、永田曉児、高野亮、牧田潤也、宮岡義徳、琢磨修一
- 撮影：西徹ほか
- AD：小島由衣、伊藤メグミ、蜂谷時紀、萩森延子
- リサーチ：菅將仁、高村敬一
- ロゴデザイン：宮井勇気
- 音効：四元裕二